# 加部亜門
加部 亜門（かべ あもん、2003年6月11日 - ）は、日本の俳優。東京都出身。

## 人物
趣味・特技は無計画長距離ドライブ、映画鑑賞、音楽鑑賞、旧車探し、読書、エレキ、ウッドベース、ボクシング。

## 出演

### テレビドラマ
- まるまるちびまる子ちゃん 第13話（2007年7月26日、フジテレビ）哲也 役
- 金曜プレステージ（フジテレビ）
  - 法の庭（2007年8月17日）
  - 内田康夫ミステリー・湯布院殺人事件（2010年11月19日）宇田川（幼少） 役
- ハチミツとクローバー（2008年、フジテレビ）
- 猿ロック 第1話 - 2話（2009年7月23日・30日、読売テレビ）ヒロユキ 役
- 夏うたドラマSP 幸せの贈り物（2009年7月25日、TBS）三国真守 役
- ナイチンゲールの沈黙（2009年10月9日、関西テレビ）佐々木アツシ 役
- 福助（2010年1月4日、東海テレビ）慎一 役
- わが家の歴史 第1話（2010年4月9日、フジテレビ）八女義男（幼少） 役
- ヤンキー君とメガネちゃん（2010年4月 - 6月、TBS）品川大地（幼少） 役
- 夏の恋は虹色に輝く（2010年7月19日、フジテレビ）楠大雅（幼少） 役
- ギルティ 悪魔と契約した女 第2話・第4話（2010年10月19日・11月2日、関西テレビ）川崎翔 役
- クローン ベイビー 第4話 - 5話・第9話（2010年10月30日 - 11月6日・12月4日、TBS）三雲豪太（幼少） 役
- 心の糸（2010年11月27日、NHK名古屋）永倉明人（幼少） 役
- 示談交渉人 ゴタ消し 第5話（2011年2月3日、読売テレビ）三条草太 役
- LADY〜最後の犯罪プロファイル〜 第6話（2011年2月11日、TBS）高井陽介（幼少） 役
- グッドライフ〜ありがとう、パパ。さよなら〜（2011年4月 - 6月、関西テレビ）澤本羽雲 役[4]
- 聖なる怪物たち（2012年1月 - 3月、テレビ朝日）森宮昭輔 役
- 白虎隊〜敗れざる者たち（2013年1月2日、テレビ東京）石田和助（幼少） 役
- 小暮写眞館（2013年3月 - 4月、NHK BSプレミアム）花菱光 役
- ネオ・ウルトラQ 第9話（2013年3月9日、WOWOW）森安ヒロシ 役
- お天気お姉さん 第4話（2013年5月3日、テレビ朝日）佐藤寛治 役
- 基町アパート（2013年8月24日、NHK広島）葉山龍太 役
- 恐竜せんせい（2013年9月4日、NHK BSプレミアム）本塚健太 役
- 死神くん 第2話（2014年4月25日、テレビ朝日）
- ぼんくら（2014年10月16日 - 12月18日、NHK総合）弓之助 役[5]
  - ぼんくら2（2015年10月22日 - 12月3日、NHK総合）弓之助 役
- 撃てない警官（2016年1月10日 - 2月7日、WOWOW）柴崎克己 役
- お迎えデス。 第2話・第9話（2016年4月30日・6月18日、日本テレビ）和弥 役[6]
- 水戸黄門 第5話（2017年11月1日、BS-TBS）山脇伸吾 役
- NHKスペシャル『ドラマ 龍馬　最後の30日』（2017年11月19日、NHK総合）峰吉 役
- 民衆の敵〜世の中、おかしくないですか!?〜 第7話（2017年12月4日、フジテレビ）耀 役
- BS特集ドラマ『龍馬の遺言』（2017年12月29日、NHK BSプレミアム）峰吉 役
- 無用庵隠居修行3（2019年9月13日、BS朝日）渡辺小四郎 役
- 大河ドラマ 鎌倉殿の13人（2022年、NHK） - 海野幸氏 役
- スターチャンネル オリジナルドラマプロジェクト「5つの歌詩（うた）」EPISODE 03『TRUE, BABY TRUE.』（2022年8月4日 スターチャンネルEX、9月10日 BS10スターチャンネル）- 矢田部佑真 役
- クロサギ 第6話（2022年11月25日、TBS） - 詐欺グループメンバー 役
- 仮面ライダーガッチャード（2023年9月3日 - 2024年8月25日、テレビ朝日）- 加治木涼[7]、バトラー[8]、ファイヤマルス（声）[9] 役

### その他のテレビ番組
- にほんごであそぼ（2008年 - 2022年、NHK教育）
- 痛快TV スカッとジャパン「ファミリースカッと・すれ違う母と息子のクリスマス」（2019年12月16日、フジテレビ）

### 映画
- 侍戦隊シンケンジャー 銀幕版 天下分け目の戦（2009年）弟 役
- にほんのうたプロジェクト「椰子の実」（2010年）
- 大きな財布（2011年）優太 役
- まほろ駅前多田便利軒（2011年）
- グラッフリーター刀牙（2011年）
- ハロー!純一（2014年）主演・純一 役
- きみはいい子（2015年）櫻井弘也 役
- ちはやふる 上の句（2016年）綿谷新（幼少期） 役
- ちはやふる 下の句（2016年）綿谷新（幼少期） 役
- 望郷（2017年）畑野忠彦（幼少期） 役
- サニー/32（2018年）[10]百瀬貴之 役
- 体操しようよ（2018年）森哲平 役
- 仮面ライダーガッチャード ザ・フューチャー・デイブレイク（2024年）加治木涼 役[11]
- 夜のまにまに（2024年）主演・新平 役（山本奈衣瑠とW主演）[12]

### Webドラマ
- 仮面ライダーガッチャードVS仮面ライダーレジェンド（2023年11月5日・26日、YouTube） - 加治木涼、バトラー 役[13]
- 最期の授業-生き残った者だけが卒業-（2024年11月26日、UniReel） - 斉藤勇治 役[14]
- 七夕の国（2024年7月4日、Disney+　スター）-今村役

### 劇場アニメ
- おおかみこどもの雨と雪（2012年7月21日）雨（幼少期） 役[15]

### CM
- 三井住友海上（2007年 - 2008年）
- クラレ（2007年 - 2008年）
- コスモスイニシア（2008年 - 2009年）
- ベルジャポン、Kiri 待ちきれない篇（2009年 - 2010年）
- 味の素、ほんだし活用術 肉じゃが・豚汁篇（2009年 - 2012年）かつお武士 役
- 第一生命、幸せの道 おとうと篇（2010年）
- 静岡県、父親の子育て ありがとう篇（2010年 - 2011年）
- ベネッセコーポレーション、『チャレンジ1ねんせい』（2011年 - 2013年）
- ライオン、クリニカ はなす篇（2011年）
- AXA生命（2011年）
- JR西日本、『三都物語2012夏』（2012年）
- 大塚製薬、ソイカラ（2013年 - 2014年）

### PV
- SHINee『1000年、ずっとそばにいて…』

### オリジナルビデオ
- てれびくん超バトルDVD 仮面ライダーガッチャード どうする!? 宝太郎とりんねがいれかわっちゃった!!（2024年4月） - ファイヤマルス（声） 役
- 我ら3年G（ガッチャ）組（2024年4月10日・8月7日） - 加治木涼 / 教頭 役
- 仮面ライダーガッチャード GRADUATIONS（2025年6月11日、東映ビデオ） - 加治木涼 役

## ディスコグラフィ

### キャラクターソング
| 発売日       | 商品名                             | 歌                     | 楽曲                          | 備考                                               |
| ------------ | ---------------------------------- | ---------------------- | ----------------------------- | -------------------------------------------------- |
| 2024年9月4日 | 仮面ライダーガッチャード SONG BEST | ガッチャオールスターズ | 「CHEMY×STORY Gotca Version」 | 特撮テレビドラマ『仮面ライダーガッチャード』関連曲 |

### ユニットメンバー
1. ↑  本島純政、松本麗世、藤林泰也、安倍乙、富園力也、宮原華音、坂巻有紗、熊木陸斗、加部亜門、福田沙紀